# Cabras
Cabras là một đô thị ở tỉnh Oristano trong vùng Sardinia, có khoảng cách khoảng 90 km về phía tây bắc của Cagliari và cách khoảng 6 km về phía tây bắc của Oristano. Tại thời điểm ngày 31 tháng 12 năm 2004, đô thị này có dân số 8.889 người và diện tích là 102,1 km².
Đô thị Cabras có các frazione (đơn vị cấp dưới) Solanas.
Cabras giáp các đô thị: Nurachi, Oristano, Riola Sardo.